# John Stanley (auteur)
Pour les articles homonymes, voir John Stanley (homonymie) et Stanley.
John Stanley (né le 22 mars 1914 à Harlem et mort le 11 novembre 1993 à Sleepy Hollow) est un auteur de bande dessinée américain. Il est principalement connu pour son travail de scénariste et de dessinateur occasionnel sur Petite Lulu de 1945 à 1959. Célébré par Fred Hembeck ou C. C. Beck, il a créé ou animé de nombreuses séries humoristiques dans les années 1930 à 1960. Dans les années 1970, alors qu'il se dirige vers la publicité, il commence par être célébré par les amateurs de bande dessinée américains.

## Biographie
John Stanley naît le 22 mars 1914 à Harlem d'émigrants irlandais. Après des études à l'Art Student League, il travaille dans les années 1930 pour les studios Fleischer puis pour Disney où il s'occupe du design et dessine des histoires pour le journal de Mickey. Il livre aussi des gags pour des magazines comme The New Yorker. Lorsque la seconde guerre mondiale éclate, il ne part pas sous les drapeaux car il avait eu la tuberculose étant enfant et ses poumons étaient toujours affaiblis. Aussi en 1942, il est engagé par Western Publishing qui est un sous-traitant de l'éditeure Dell Comics. Là il dessine des histoires de Bugs Bunny, O.G. Whiz, Linda Lark, Woody Woodpecker ou Raggedy Ann and Andy. Il est aussi scénariste et signe les aventures de Porky Pig en comics. Une des séries sur lesquelles il travaille le plus longtemps est Nancy and Sluggo inspirée du comic strip d'Ernie Bushmiller, qu'il scénarise et dessine. Il crée aussi Thirteen (Going on Eighteen) et Melvin Monster. Même s'il signe plutôt des séries enfantines ou humorisitques, son talent ne s'arrête pas là et pour Dell il scénarise le comics d'horreur Tales from the Tomb et écrit une des histoires les plus effrayantes dans ce genre pour Dell, intitulée The Monster of Dread End dans le premier numéro de Ghost Stories en 1962. Dès le début des années 1940, il travaille aussi sur le oomic book Little Lulu d'après le strip créé par Marge. Dans un premier temps il écrit les scénarios et prépare les planches qui sont finalisées par d'autres artistes comme Irving Tripp mais par la suite il prend en charge aussi cette partie. Il parvient à rendre ces personnages enfantins crédibles et le jeune lectorat peut s'y retrouver. C'est ainsi que les comics mettant en scènes Little Lulu, Marge’s Little Lulu et Marge’s Tubby se vendent à plus d'un million d'exemplaires par numéros. Dans les années 1960 il quitte le monde des comics et travaille pour une société spécialisée dans la sérigraphie. Il meurt le 11 novembre 1993.

## Critiques
Le travail de John Stanley se caractérise par un goût pour le macabre. Il est aussi empreint d'un humour efficace reconnu par ses pairs comme Fred Hembeck qui disait de lui qu'il était the most consistently funny cartoonist to work in the comic book medium ou Dave Noonan qui le considérait comme one of the few truly capable and funny writers in the business,.